# Jasmin Khezri
Jasmin Khezri (* 1. Juni 1967 in London) ist eine deutsch-persische Grafikdesignerin, Illustratorin und Modejournalistin. Sie war Artdirector des SZ-Jugendmagazins Jetzt und der Zeitschrift Marie Claire. Bekannt wurde sie durch die von ihr entwickelte Cartoon-Figur Irma.

## Leben
Jasmin Khezri wuchs in Deutschland, England und Frankreich auf. Sie stammt mütterlicherseits aus einer deutschen Künstlerfamilie, ihr Großvater war der Bildhauer Carl Vilz. Ihre Großmutter, die nach dem Zweiten Weltkrieg beim Modeunternehmen Peek & Cloppenburg zunächst als Einkäuferin und später als Abteilungsleiterin tätig war, brachte ihr die Welt der Mode näher. Khezri bezeichnet ihre Großmutter, die Kostüme von Chanel, Yves Saint Laurent und Nina Ricci sammelte und auch zuhause trug, als ihr Vorbild. Ihr Vater stammt aus Persien; sie hat einen Bruder.
Sie studierte Grafikdesign an der Parsons The New School for Design in Paris und Los Angeles und schloss das Studium mit einem Master ab. In Los Angeles erfand sie die Cartoon-Figur Irma, ihr grafisches Alter Ego und ihr Künstlername, unter dem sie für Filmstudios Illustrationen zeichnete. Die Figur Irma, ein „elfengleiches Strichwesen“, benannte Khezri nach ihrer Großmutter, „da diese, ähnlich der Fantasiefigur, weltoffen und elegant war“. Nach ihrem Studium ging Khezri Anfang der 1990er Jahre nach Deutschland und arbeitete zunächst beim SZ-Magazin der Süddeutschen Zeitung in München. Dort trat die Figur Irma erstmals 1992 als Illustration im Erziehungsratgeber von Autor Axel Hacke in Erscheinung.
1993 wurde Khezri Artdirectorin des SZ-Jugendmagazins Jetzt, dessen innovatives Design sie kreierte. 1998 wurde sie Artdirectorin der Zeitschrift Marie Claire und im Jahr 2000 Creative Director des Modeunternehmens Peek & Cloppenburg. 2002 begann sie unter ihrem Künstlernamen Irma eigene Kolumnen über Mode und Kosmetik für internationale Magazine zu schreiben. Khezris / Irmas „Ratschläge in Sachen Mode, Lifestyle und Schönheit“ werden von Modemagazinen in Deutschland, Großbritannien, Frankreich, den USA und Japan veröffentlicht und wurden zum Beispiel Ende 2012 jeden Monat von knapp einer Million Menschen gelesen. Ihre Texte und Illustrationen erscheinen u. a. regelmäßig in Zeitschriften wie Tatler in Großbritannien, Elle in Japan, Marie Claire, Cosmopolitan, Vogue und Glamour. Außerdem betreibt sie den englischsprachigen Fashion- und Lifestyle-Blog irmasdiary.com und ist zudem als Irma in sozialen Netzwerken wie Facebook oder Instagram präsent.
Khezri ließ 2009 beim Amt der Europäischen Union für Geistiges Eigentum (EUIPO) eine Registrierung der Marke Irma als sogenannte Unionsmarke vornehmen, so dass diese umfassenden Markenschutz innerhalb der Europäischen Union genießt. Die weltweiten Lizenzrechte für die Marke in verschiedenen Kategorien wie Textilien, Schmuck, Beauty, Schreibwaren und Werbung liegen bei Jasmin Khezri. Europaweite Rechte waren zeitweise von einem Merchandising-Tochterunternehmen der in Unterföhring bei München ansässigen Unternehmensgruppe ProSiebenSat.1 Media erworben worden und liegen nun wieder bei Jasmin Khezri.
Im Jahr 2010 startete Khezri in München das Content-Unternehmen Irmas World sowie zusammen mit einem Team internationaler Mitarbeiterinnen das gleichnamige Lifestyle-Portal irmasworld.com. Die Figur Irma fungiert dabei als Trendscout. Inzwischen gilt die Figur Irma als „eine weltbekannte Trendsetterin“ und wurde als Werbe- und Imagefigur von internationalen Mode- und Kosmetikunternehmen wie Hermès, Shiseido, Céline, Kiehl’s und anderen eingesetzt.
Seit 2015 schreibt Khezri auch regelmäßig Irma-Kolumnen für Icon, das Mode- und Lifestyle-Magazin der Zeitung Welt am Sonntag. In der Online-Ausgabe der Welt, dem Nachrichtenportal Welt.de, hat Khezris Figur Irma als „Contributor to Icon“ ein eigenes „Autorenprofil“.
Im Jahr 2021 erweiterte Khezri ihre Marke Irmasworld um Prêt-à-porter-Design und lancierte die Jasmin Khezri Collection.
Im Jahr 2023 erscheint im Callwey Verlag das Buch „IRMAS WORLD: Stilvoll in allen Lebenslagen“.
Khezri lebt und arbeitet in München. Sie ist verheiratet und hat zwei Kinder.

## Auszeichnungen
- Visual Lead Award 1996 der Zeitschrift Horizont für die Gestaltung und Konzeption des SZ-Jugendmagazins Jetzt
- Förderpreis für Design der Landeshauptstadt München, 1996[12]

## Veröffentlichungen
- Irma’s Style Guide. Die besten Tipps zu Mode, Beauty und Leben. ArsEdition, München 2012, ISBN 978-3-7607-6974-5.
- Annette Weber: My Style. Fashiongeheimnisse einer Chefredakteurin. Mit Illustrationen von Jasmin Khezri. TeNeues, Kempen 2017, ISBN 978-3-96171-004-1.